# Канэсака, Кацуко
Кацуко Канэсака (яп. 金坂克子, англ. Katsuko Kanesaka; р. 1 марта 1954, Оамисирасато, префектура Тиба, Япония) — японская волейболистка, связующая. Чемпионка летних Олимпийских игр 1976 года, чемпионка мира 1974.

## Биография
Волейболом Кацуко Канэсака начала заниматься в своём родном городе Оамисирасато. Затем выступала за команду муниципальной высшей школы Нарасино, а в 1971 была принята в команду «Хитати Мусаси» (Кодайра), в которой 5 раз становилась чемпионкой страны.
В 1974—1977 Канэсака выступала за сборную Японии и в её составе неизменно становилась победителем всех официальных международных турниров, в которых принимала участие, в том числе Олимпиады-1976, чемпионата мира 1974 и Кубка мира 1977.

### Клубная карьера
- …—1971 —  «Нарасино муниципал хай скул» (Нарасино);
- 1971—1978 —  «Хитати Мусаси» (Кодайра).

## Достижения

### Клубные
- 5-кратная чемпионка Японии — 1974—1978;
  - серебряный (1973) и бронзовый (1972) призёр чемпионатов Японии.

### Со сборной Японии
- Олимпийская чемпионка 1976.
- чемпионка мира 1974.
- победитель розыгрыша Кубка мира 1977.
- чемпионка Азиатских игр 1974.
- чемпионка Азии 1975.

### Индивидуальные
- 1977: по итогам чемпионата Японии вошла в символическую сборную и признана лучшей на приёме.